# Herpothamnus crassifolius
Herpothamnus crassifolius là một loài thực vật có hoa trong họ Thạch nam. Loài này được (Andrews) Small mô tả khoa học đầu tiên năm 1933.